# Рэдклифф, Тимоти
Тимоти Питер Джозеф Рэдклифф (англ. Timothy Peter Joseph Radcliffe; род. 22 августа 1945, Лондон, Соединённое королевство Великобритании и Северной Ирландии) — английский кардинал, не имеющий епископской ординации, теолог, доминиканец. Генеральный магистр ордена проповедников с 1992 по 2001. Кардинал-дьякон с титулярной диаконией Сантиссими-Номи-ди-Джезу-э-Мария-ин-виа-Лата с 7 декабря 2024.

## Ранние годы, образование и священство
Тимоти Рэдклифф родился 22 августа 1945 года в Лондоне. Он учился в подготовительной школе Уорта (школа Уорта) в Сассексе, школе Даунсайд в Сомерсете и колледже Святого Иоанна в Оксфорде. Он вступил в доминиканский орден в 1965 году и был рукоположен в священники 2 октября 1971 года.

## Церковное служение

### В Ордене доминиканцев
В середине 1970-х годов Рэдклифф служил в католическом капелланстве Западного Лондона. Он преподавал Священное Писание в Оксфорде и был избран провинциалом Англии в 1988 году. В 1992 году он был избран генеральным магистром Доминиканского ордена, занимая эту должность до 2001 года. Во время своего пребывания на посту генерального магистра Рэдклифф по должности исполнял обязанности великого канцлера Папского университета Святого Фомы Аквинского в Риме.
В 2001 году, после истечения срока полномочий генерального магистра, Рэдклифф взял саббатикал (годичный отпуск). В 2002 году он снова стал простым членом Доминиканской общины Оксфорда. Сейчас он проповедует и выступает с публичными выступлениями на международном уровне.

### Проповедник, публицист и общественный деятель
Проработав несколько лет в консультативном совете Института Лас Касаса, который «критически размышлял о вопросах человеческого достоинства в свете католического социального учения и богословия», он стал директором Института в апреле 2014 года. Его срок на посту директора закончился через два года, и он продолжил работу в качестве члена консультативного совета.
В 2015 году Рэдклифф был назначен консультантом Папского Совета справедливости и мира.
Хотя Рэдклифф не часто писал об этом в своих многочисленных публикациях, он публично защищал учение Католической церкви об однополых браках:

Католическая церковь не выступает против однополых браков. Она считает их невозможными... Брак основан на славном факте полового различия и его потенциальной плодовитости. Без этого не было бы жизни на этой планете, эволюции, людей, будущего. Брак принимает всевозможные формы, от союза кланов через обмен невестами до современной романтической любви. Мы пришли к выводу, что он подразумевает равную любовь и достоинство мужчины и женщины. Но везде и всегда он остается основанным на союзе в различии мужчины и женщины. Через церемонии и таинства этому придается более глубокий смысл, который для христиан включает в себя союз Бога и человечества во Христе.

В январе 2023 года Папа Франциск назначил Рэдклиффа руководителем трехдневного подготовительного ретрита для участников Синода по синодальности в октябре 2023 года. Он вернулся, чтобы провести подготовительный ретрит для части того же синода в октябре 2024 года.
Рэдклифф является покровителем Positive Faith, главного служения католической профилактики и поддержки СПИДа, входит в Совет по христианским подходам к обороне и разоружению и является покровителем Embrace the Middle East.

## Кардинал
6 октября 2024 года во время Ангелуса Папа Франциск объявил Тимоти Рэдкдиффа в числе новых кардиналов, которых он собирается назначить на консистории от 8 декабря этого года, дата была позднее была перенесена на 7 декабря. 

## Награды
В 2003 году Оксфорд присвоил Рэдклиффу почётную степень доктора богословия. Канцлер, достопочтенный Кристофер Паттен, завершил награждение следующими словами:

Я представляю человека, отличающегося как красноречием, так и остроумием, выдающегося богослова, который никогда не пренебрегал обычными людьми, практичного человека, который считает, что религия и учение богословию должны постоянно применяться в общественной жизни.

Рэдклифф получил премию Майкла Рэмси 2007 года за богословские труды, за свою книгу «В чем смысл быть христианином?».
В 2024 году Ливерпульский университет Хоуп присвоил Рэдклиффу почётную докторскую степень.

### Книги
- Sing a New Song. The Christian Vocation. Dublin: Dominican Publications, 1999. ISBN 1-871552-70-2;
- I Call You Friends. London: Continuum, 2001. ISBN 0-8264-7262-1;
- Seven Last Words. London: Burns & Oates, 2004. ISBN 0-86012-365-0;
- What Is the Point of Being A Christian?. London and New York: Burns & Oates, 2005. ISBN 0-86012-369-3;
- Just One Year: Prayer and Worship through the Christian Year, издано Тимоти Рэдклиффом с Жаном Харрисоном. London: Darton, Longman and Todd for CAFOD and Christian Aid, 2006. ISBN 0-232-52669-9;
- Why Go to Church? The Drama of the Eucharist. London: Continuum, 2008. ISBN 978-0-8264-9956-1. Книга рождественского поста архиепископа Кентерберийского 2009;
- Christians and Sexuality in the Time of AIDS, с Литтой Бассет. London: Continuum. ISBN 978-0-8264-9911-0;
- Take the Plunge: Living Baptism and Confirmation. London: Burns & Oates, 2012. ISBN 978-1-4411-1848-6;
- The Hope that is Within You: Interviewed by Raymond Friel. Redemptorist Publications, 2016. ISBN 9780852314630;
- Alive in God: A Christian Imagination. London: Bloomsbury Continuum, 2019. ISBN 978-1-4729-7020-6.

### Статьи
- I was hungry and you gave me food. The Tablet. 264 (8856): 17. 2010-08-07.

### Письма Ордену
- Vowed to Mission (1994);
- The Wellspring of Hope. Study and the Annunciation of the Good News (1996);
- The Identity of Religious Today (1996);
- Dominican Freedom and Responsibility. Towards a Spirituality of Government (1997);
- The Bear and the Nun : What is the Sense of Religious Life Today ! (1998);
- The Promise of Life (1998);
- The Rosary (1998);
- Letter to our brothers and sisters in initial formation (1999);
- To Praise, to Bless, to Preach. The Mission of the Dominican Family (2000);
- The Throne of God (2000);
- St Catherine of Siena (1347–1380) Patroness of Europe (2000);
- The Parable of the Good Samaritan (2001);
- "A city set on a hilltop cannot be hidden" A Contemplative Life (2001);
- Mission to a Runaway World: Future Citizens of the Kingdom (2002).